# 巴莱
巴莱（法語：Ballay，法語發音：[balɛ]）是法国大東部大區阿登省的一个市镇，属于武济耶区。

## 地理
巴莱（49°25'48"N, 4°44'57"E）面积10.46 平方千米，位于法国大東部大區阿登省，该省份为法国北部内陆省份，西接埃纳省，南至马恩省，东临默兹省，北与比利时接壤。
与巴莱接壤的市镇（或旧市镇、城区）包括：布尔特欧布瓦、拉克鲁瓦欧布瓦、卡特尔尚、托日、旺迪、武济耶。

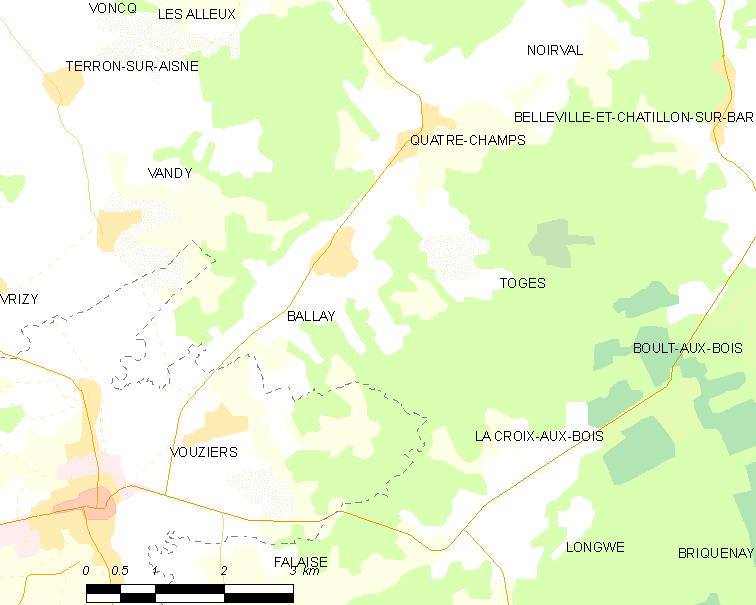
巴莱的OSM定位图

巴莱的时区为UTC+01:00、UTC+02:00（夏令时）。

## 行政
巴莱的邮政编码为08400，INSEE市镇编码为08045。

## 政治
巴莱所属的省级选区为武济耶县。

## 人口

1962-2008年间巴莱人口变化图示

巴莱于2022年1月1日时的人口数量为245人。